# Balmoral Hotel
The Balmoral Hotel, oprindeligt bygget som North British (Railway Station) Hotel, er et lukushotel og vartegn i Edinburgh, Skotland. Det ligger i centrum af byen øst for enden af Princes Street, der er byens primære handelsgad nord for Old Town og Edinburgh Castle og i den sydlige ende af New Town.
Adgangen sker fra nord via Princes Street, og mod øst er North Bridge, mod vest Waverley Steps, som giver fodgængere adgang til Waverley Station mod syd, som Balmoral Hotel tidligere var forbundet til.
I februar 2007 blev det bekræfet at forfatteren J. K. Rowling skrev den sidste delaf Harry Potter-serien, Harry Potter og Dødsregalierne på dette hotel. Hun efterlod en besked på en buste af Hermes på værelset, hvor hun skrev bogen, hvorpå der står "JK Rowling finished writing Harry Potter and the Deathly Hallows in this room (552) on 11th Jan 2007". Værelset er siden blevet navngivet "J.K. Rowling Suite," og busten er blevet placeret i et glasskab for at beskytte den. Suiten koster omkring £1.000 per nat og et blevet et sted hvor mange fans af serien besøger.